# Olivier Le Gac
Olivier Le Gac (født 27. august 1993 i Brest) er en cykelrytter fra Frankrig, der er på kontrakt hos Groupama-FDJ.